# Bill Aberdeen
Le Slave Trade Suppression Act ou Aberdeen Act, plus connu au Brésil sous le nom de Bill Aberdeen, est un acte législatif britannique promulgué le 8 août 1845 qui interdisait le commerce d'esclaves entre l'Afrique et l'Amérique.
La loi, proposée par le Parlement et rédigée par le ministre George Hamilton-Gordon (Lord Aberdeen), visait à combattre le trafic d'esclaves dans l'Atlantique Sud, en attribuant aux bâtiments de la Royal Navy le droit de saisir tous les navires négriers susceptibles de se diriger vers l'empire du Brésil. En vertu de cette législation, le trafic des esclaves était assimilé à la piraterie et, à ce titre, soumis à répression, indépendamment de toute entente préalable entre l'Empire britannique et le pays responsable de la cargaison.
De 1840 à 1848, la marine anglaise arraisonna 625 navires qui transportaient des milliers d'esclaves. Un grand nombre de Noirs libérés furent conduits dans les colonies anglaises des Caraïbes où, même s'ils recevaient un salaire, ils vivaient dans des conditions très proches de celle des esclaves.
Imposée de manière unilatérale, la loi fut perçue comme un empiètement sur la souveraineté de l'empire du Brésil et son application fut à l'origine d'innombrables incidents diplomatiques : entre 1849 et 1851, la Royal Navy aborda et détruisit environ 90 bateaux soupçonnés de faire de la traite pour le Brésil, et souvent dans les eaux territoriales du pays.
Cette situation conduisit à l'adoption par le Brésil de la loi Eusébio de Queirós en 1850.